# Lycaea pauli
Lycaea pauli is een vlokreeftensoort uit de familie van de Lycaeidae. De wetenschappelijke naam van de soort is voor het eerst geldig gepubliceerd in 1888 door Stebbing.